# Alphonse Rivier
Alphonse Pierre Octave Rivier, född den 9 november 1835 i Lausanne, död den 21 juli 1898 i Bryssel, var en schweizisk rättslärd.
Rivier, som blev docent vid Berlins universitet 1862, professor i folkrätt i Bern 1863 och 1867 vid det fria universitetet i Bryssel samt  1886 därjämte schweizisk generalkonsul i Belgien, var en erkänd auktoritet på folkrättens område. 
Han skrev bland annat Introduction historique au droit romain (1872; 2:a upplagan 1881), Introduction au droit des gens (tillsammans med Franz von Holtzendorff, 1888), Lehrbuch des Völkerrechts (i Kirchenheims "Handbibliothek des öffentlichen Rechts", band 4, 1889, 2:a upplagan utgiven av Carl Ludwig von Bar 1899) och Principes du droit des gens (2 band, 1896) samt redigerade 1878-85 "Revue de droit international" och den av "Institut de droit international", vars generalsekreterare han var, utgivna "Annuaire".